# Тазеєво
Тазе́єво (рос. Тазеево, башк. Тәжәй) — село у складі Ілішевського району Башкортостану, Росія. Адміністративний центр Кужбахтинської сільської ради.
Населення — 518 осіб (2010; 587 у 2002).
Національний склад:
- башкири — 98 %